# Semaeopus discosa
Semaeopus discosa är en fjärilsart som beskrevs av Dyar 1918. Semaeopus discosa ingår i släktet Semaeopus och familjen mätare. Inga underarter finns listade i Catalogue of Life.